# Darwin Núñez
Darwin Gabriel Núñez Ribeiro (Artigas, 24 juni 1999) is een Uruguayaans voetballer die bij voorkeur als aanvaller speelt. In augustus 2025 maakte hij de overstap naar Al-Hilal, dat circa € 53 miljoen betaalde aan Liverpool FC. Núñez maakte in 2019 zijn debuut in het Uruguayaans voetbalelftal, waarmee hij deelnam aan het WK 2022.

## Clubcarrière

### CA Peñarol
Núñez werd op dertienjarige leeftijd gescout door José Perdomo voor CA Peñarol. In de jeugdopleiding van die club liep hij een zware kruisbandblessure op. Hij maakte hij op 22 november 2017 zijn profdebuut, als vervanger van Maxi Rodríguez in een competitieduel met River Plate (2–1 verlies). Zijn internationale debuut volgde op 27 juli 2018 in de Copa Sudamericana tegen Athletico Paranaense (2–0 verlies). Núñez maakte op 13 oktober 2018 zijn eerste doelpunt in het profvoetbal. Die dag droeg hij met het openingsdoelpunt bij aan een 2–0 zege op CA Fénix in de Primera División. Uiteindelijk won CA Peñarol voor een vijftigste keer de landstitel. Hij maakte op 14 juli 2019 een hattrick in de competitie tegen Boston River.

### UD Almería
In augustus 2019 ondertekende Núñez een vijfjarig contract bij UD Almería in de Spaanse Segunda División. Met de transfer werd hij de duurste door UD Almería gekochte speler aller tijden. Hij debuteerde voor zijn nieuwe club op 3 oktober 2019. Bij de rust verving hij Lucien Owona, maar hij kon niet voorkomen dat UD Almería met 4–2 verloor. Op 27 oktober 2019 maakte hij zijn basisdebuut voor UD Almería en maakte hij via de penaltystip ook zijn eerste doelpunt voor de club. UD Almería won het competitieduel met Extremadura UD uiteindelijk met 3–2. Núñez kreeg in de competitiewedstrijd tegen Elche CF op 26 januari 2020 (0–2 verlies) binnen de eerste helft twee gele kaarten, waarna hij van het veld gestuurd werd. Hij maakte uiteindelijk in dertig competitiewedstrijden zestien doelpunten. Het lukte UD Almería niet om te promoveren, omdat de halve finales van de play-offs verloren gingen tegen Girona FC.

### SL Benfica
Op 4 september 2020 betaalde SL Benfica 24 miljoen euro voor de spits, die een vijfjarig contract tekende. Nooit eerder had een Portugese club zo veel geld betaald voor een speler. Núñez debuteerde op 15 september 2020 voor SL Benfica, in het verloren UEFA Champions League-kwalificatieduel met PAOK (2–1). In de tweede helft kwam hij binnen de lijnen voor Pedrinho. Hij maakte op 22 oktober 2020 zijn eerste doelpunt in het internationale clubvoetbal en zijn eerste treffer voor SL Benfica, in de UEFA Europa League tegen Lech Poznań. Dat doelpunt was onderdeel van een hattrick bij een 2–4 zege. Op 26 oktober 2020 maakte hij ook zijn eerste doelpunt in de competitie, in de thuiswedstrijd tegen B-SAD. Gedurende Núñez' eerste seizoen bij SL Benfica verloor de club de nationale supercup van FC Porto en de finale van het nationale bekertoernooi met 2–0 van SC Braga. In totaal scoorde Núñez 14 doelpunten in 44 wedstrijden in zijn debuutseizoen bij SL Benfica.
Núñez maakte op 29 september 2021 zijn eerste twee doelpunten in de UEFA Champions League, in het thuisduel tegen FC Barcelona (3–0). Hij maakte op 27 november 2021 een hattrick in de eerste helft van het competitieduel met B-SAD. SL Benfica had bij de rust een 7–0 voorsprong tegen B-SAD, dat door een uitbraak van COVID-19 in de selectie slechts negen spelers, waarvan twee doelmannen, opstelde. Bij de start van de tweede helft kwam B-SAD met slechts zeven spelers het veld op en na een blessure van een van die spelers werd de wedstrijd beëindigd. Twee weken later maakte Núñez tegen FC Famalicão wederom een hattrick en in de thuiswedstrijd tegen B-SAD op 9 april 2022 deed hij dat ook. SL Benfica verloor op 29 januari 2022 de nationale bekerfinale van Sporting Lissabon, terwijl Núñez afwezig was door interlandverplichtingen. De club bereikte in de UEFA Champions League voor het eerst sinds 2016 de kwartfinales, nadat Núñez de winnende treffer verzorgde op bezoek bij AFC Ajax op 15 maart 2022. In de kwartfinales scoorde hij in beide wedstrijden tegen Liverpool FC, maar verloor SL Benfica het tweeluik met 6–4. In de competitie eindigde SL Benfica voor een tweede jaar op rij als derde. Núñez werd met 26 doelpunten in 28 competitiewedstrijden topscorer van de Portugese competitie. Na afloop van de competitie werd hij verkozen tot speler van het jaar in de Portugese competitie.

### Liverpool FC
Núñez ondertekende op 14 juni 2022 een zesjarig contract bij Liverpool FC. Liverpool FC betaalde een bedrag tussen de € 75 miljoen en € 100 miljoen aan SL Benfica, waarmee Núñez mogelijk de duurste aankoop ooit van Liverpool FC werd. Bij een oefenwedstrijd tegen RB Leipzig op 21 juli 2022 viel Núñez in gedurende de rust en maakte hij vervolgens vier doelpunten bij een 5–0 zege. Hij maakte zijn officiële clubdebuut op 30 juli 2022, als vervanger van Roberto Firmino in de strijd om de FA Community Shield tegen Manchester City. Liverpool FC won met 3–1 en Núñez maakte in de blessuretijd het laatste doelpunt. Hij scoorde ook bij zijn debuut in de Premier League op 6 augustus 2022. Wederom kwam hij binnen de lijnen voor Firmino, waarna hij de 1–1 maakte bij een 2–2 gelijkspel op bezoek bij Fulham FC. Op 15 augustus 2022 startte hij in zijn eerste thuiswedstrijd namens Liverpool FC, in de competitie tegen Crystal Palace. In deze wedstrijd kreeg hij een rode kaart voor een kopstoot bij Joachim Andersen. Vervolgens werd hij voor drie competitieduels geschorst. Núñez werd in zijn eerste maanden bij Liverpool FC bekritiseerd voor het missen van kansen. Op 12 oktober 2022 maakte hij zijn eerste UEFA Champions League-treffer namens Liverpool FC, tegen Rangers FC. Later dat seizoen scoorde hij in dezelfde competitie eveneens tegen AFC Ajax, SSC Napoli en Real Madrid. Voor zijn prestaties in november 2022 en februari 2023 werd hij tweemaal benoemd tot Speler van de Maand bij zijn club. Hij droeg op 5 maart 2023 met twee doelpunten bij aan een 7–0 zege op Manchester United. Dat werd de grootste zege ooit in een North West-derby. In zijn debuutseizoen in de Premier League maakte Núñez uiteindelijk negen doelpunten en eindigde Liverpool FC als vijfde.
In aanloop naar het seizoen 2023/24 verruilde het rugnummer 27 voor rugnummer 9, dat daarvoor gedragen werd door de vertrekkende Roberto Firmino. Op 27 augustus 2023 maakte hij als vervanger van Alexis Mac Allister twee doelpunten tegen Newcastle United, waarmee hij tien man van Liverpool FC een 1–2 overwinning bezorgde. In het met 4–1 gewonnen wedstrijd tegen Chelsea FC op 31 januari 2024 werd hij de eerste speler die in één Premier League-duel vier keer het houtwerk raakte sinds dat vanaf 2003 werd bijgehouden.

## Clubstatistieken
| Seizoen         | Club            | Competitie       | Competitie | Competitie | Beker | Beker | Internationaal | Internationaal | Overig | Overig | Totaal | Totaal |
| Seizoen         | Club            | Competitie       | Wed.       | Dlp.       | Wed.  | Dlp.  | Wed.           | Dlp.           | Wed.   | Dlp.   | Wed.   | Dlp.   |
| --------------- | --------------- | ---------------- | ---------- | ---------- | ----- | ----- | -------------- | -------------- | ------ | ------ | ------ | ------ |
| 2017            | CA Peñarol      | Primera División | 1          | 0          | —     | —     | —              | —              | 0      | 0      | 1      | 0      |
| 2018            | CA Peñarol      | Primera División | 9          | 1          | —     | —     | 2              | 0              | 2      | 0      | 13     | 1      |
| 2019            | CA Peñarol      | Primera División | 0          | 0          | —     | —     | 5              | 0              | 3      | 3      | 8      | 3      |
| Club totaal     | Club totaal     | Club totaal      | 10         | 1          | 0     | 0     | 7              | 0              | 5      | 3      | 22     | 4      |
| 2019/20         | UD Almería      | Segunda División | 30         | 16         | 0     | 0     | —              | —              | 2      | 0      | 32     | 16     |
| Club totaal     | Club totaal     | Club totaal      | 30         | 16         | 0     | 0     | 0              | 0              | 2      | 0      | 32     | 16     |
| 2020/21         | SL Benfica      | Primeira Liga    | 29         | 6          | 6     | 3     | 8              | 5              | 1      | 0      | 44     | 14     |
| 2021/22         | SL Benfica      | Primeira Liga    | 28         | 26         | 3     | 2     | 10             | 6              | —      | —      | 41     | 34     |
| Club totaal     | Club totaal     | Club totaal      | 57         | 32         | 9     | 5     | 18             | 11             | 1      | 0      | 85     | 48     |
| 2022/23         | Liverpool FC    | Premier League   | 29         | 9          | 4     | 1     | 8              | 4              | 1      | 1      | 42     | 15     |
| 2023/24         | Liverpool FC    | Premier League   | 24         | 9          | 7     | 2     | 6              | 2              | —      | —      | 37     | 13     |
| Club totaal     | Club totaal     | Club totaal      | 53         | 18         | 11    | 3     | 14             | 6              | 1      | 1      | 79     | 28     |
| Carrière totaal | Carrière totaal | Carrière totaal  | 150        | 67         | 20    | 8     | 39             | 17             | 9      | 4      | 218    | 96     |

Bijgewerkt t/m 20 februari 2024.

## Interlandcarrière

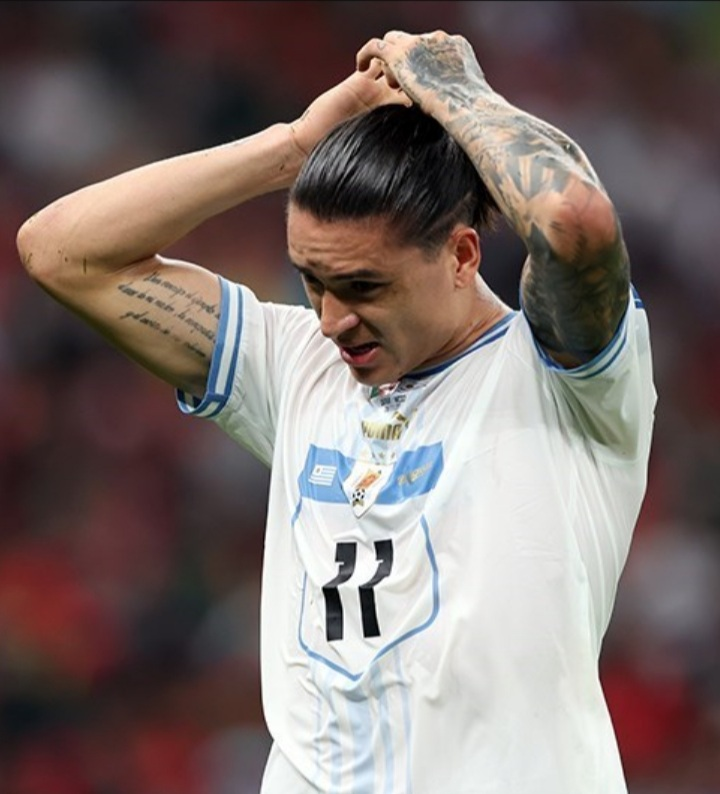
Núñez op het WK 2022

Núñez debuteerde in 18 januari 2019 voor Uruguay onder 20 en maakte op 15 mei 2019 zijn eerste doelpunt voor dat elftal, tegen Senegal. Later die maand nam hij met Uruguay deel aan het WK onder 20 in Polen. Uruguay werd groepswinnaar, mede dankzij treffers van Núñez tegen Noorwegen en Nieuw-Zeeland, maar werd in de achtste finales uitgeschakeld door Ecuador.
Op 16 oktober 2019 debuteerde Núñez voor Uruguay in een oefeninterland tegen Peru. Hij kwam na 75 minuten het veld op voor Brian Lozano en scoorde vijf minuten later zijn eerste interlandtreffer (1–1). Hij kreeg op 18 november 2020 voor het eerst een basisplaats bij de nationale ploeg, in het WK-kwalificatieduel met Brazilië, nadat hij vijf dagen eerder had gescoord in zijn invalbeurt tegen Colombia. Núñez werd in november 2022 door Diego Alonso opgenomen in de Uruguayaanse selectie voor het WK 2022 in Qatar. Hij kreeg een basisplaats in alle drie de groepswedstrijden, tegen Zuid-Korea (0–0), Portugal (0–2) en Ghana (2–0), maar scoorde niet. Uruguay werd in de groepsfase uitgeschakeld. Núñez maakte in oktober en november 2023 onder leiding van Marcelo Bielsa vijf doelpunten in vier WK-kwalificatiewedstrijden, waaronder tegen grootmachten Brazilië en Argentinië, waarna hij door zijn teamgenoot Luis Suárez 'een van 's werelds beste nummers negen' genoemd werd.
| Interlands van Darwin Núñez voor Uruguay | Interlands van Darwin Núñez voor Uruguay | Interlands van Darwin Núñez voor Uruguay | Interlands van Darwin Núñez voor Uruguay | Interlands van Darwin Núñez voor Uruguay | Interlands van Darwin Núñez voor Uruguay |
| №                                        | Datum                                    | Wedstrijd                                | Uitslag                                  | Competitie                               | Goals                                    |
| 1                                        | Als speler van UD Almería                | Als speler van UD Almería                | Als speler van UD Almería                | Als speler van UD Almería                | 1                                        |
| ---------------------------------------- | ---------------------------------------- | ---------------------------------------- | ---------------------------------------- | ---------------------------------------- | ---------------------------------------- |
| 1.                                       | 16 oktober 2019                          | Peru – Uruguay                           | 1 – 1                                    | Vriendschappelijk                        | 80'                                      |
| 10                                       | Als speler van SL Benfica                | Als speler van SL Benfica                | Als speler van SL Benfica                | Als speler van SL Benfica                | 1                                        |
| 2.                                       | 13 oktober 2020                          | Ecuador – Uruguay                        | 4 – 2                                    | Kwalificatie WK 2022                     |                                          |
| 3.                                       | 13 november 2020                         | Colombia – Uruguay                       | 0 – 3                                    | Kwalificatie WK 2022                     | 73'                                      |
| 4.                                       | 18 november 2020                         | Uruguay – Brazilië                       | 0 – 2                                    | Kwalificatie WK 2022                     |                                          |
| 5.                                       | 8 oktober 2021                           | Uruguay – Colombia                       | 0 – 0                                    | Kwalificatie WK 2022                     |                                          |
| 6.                                       | 11 oktober 2021                          | Argentinië – Uruguay                     | 3 – 0                                    | Kwalificatie WK 2022                     |                                          |
| 7.                                       | 28 januari 2022                          | Paraguay – Uruguay                       | 0 – 1                                    | Kwalificatie WK 2022                     |                                          |
| 8.                                       | 2 februari 2022                          | Uruguay – Venezuela                      | 4 – 1                                    | Kwalificatie WK 2022                     |                                          |
| 9.                                       | 25 maart 2022                            | Uruguay – Peru                           | 1 – 0                                    | Kwalificatie WK 2022                     |                                          |
| 10.                                      | 3 juni 2022                              | Mexico – Uruguay                         | 0 – 3                                    | Vriendschappelijk                        |                                          |
| 11.                                      | 5 juni 2022                              | Verenigde Staten – Uruguay               | 0 – 0                                    | Vriendschappelijk                        |                                          |
| 11                                       | Als speler van Liverpool FC              | Als speler van Liverpool FC              | Als speler van Liverpool FC              | Als speler van Liverpool FC              | 6                                        |
| 12.                                      | 23 september 2022                        | Iran – Uruguay                           | 1 – 0                                    | Vriendschappelijk                        |                                          |
| 13.                                      | 27 september 2022                        | Canada – Uruguay                         | 0 – 2                                    | Vriendschappelijk                        | 33'                                      |
| 14.                                      | 24 november 2022                         | Uruguay – Zuid-Korea                     | 0 – 0                                    | WK 2022                                  |                                          |
| 15.                                      | 28 november 2022                         | Portugal – Uruguay                       | 2 – 0                                    | WK 2022                                  |                                          |
| 16.                                      | 2 december 2022                          | Ghana – Uruguay                          | 0 – 2                                    | WK 2022                                  |                                          |
| 17.                                      | 9 september 2023                         | Uruguay – Chili                          | 3 – 1                                    | Kwalificatie WK 2026                     |                                          |
| 18.                                      | 12 september 2023                        | Ecuador – Uruguay                        | 2 – 1                                    | Kwalificatie WK 2026                     |                                          |
| 19.                                      | 12 oktober 2023                          | Colombia – Uruguay                       | 2 – 2                                    | Kwalificatie WK 2026                     | 90+1' (pen.)                             |
| 20.                                      | 18 oktober 2023                          | Uruguay – Brazilië                       | 2 – 0                                    | Kwalificatie WK 2026                     | 42'                                      |
| 21.                                      | 17 november 2023                         | Argentinië – Uruguay                     | 0 – 2                                    | Kwalificatie WK 2026                     | 87'                                      |
| 22.                                      | 22 november 2023                         | Uruguay – Bolivia                        | 3 – 0                                    | Kwalificatie WK 2026                     | 15', 71'                                 |

Bijgewerkt t/m 20 februari 2024.

## Erelijst
CA Peñarol
- Primera División: 2018

 Liverpool FC
- Community Shield: 2022
- EFL Cup: 2023/24

Persoonlijk
- Speler van het Jaar van de Primeira Liga: 2021/22
- Topscorer van de Primeira Liga: 2021/22